# Bài phát biểu của JD Vance tại Hội nghị An ninh Munich năm 2025

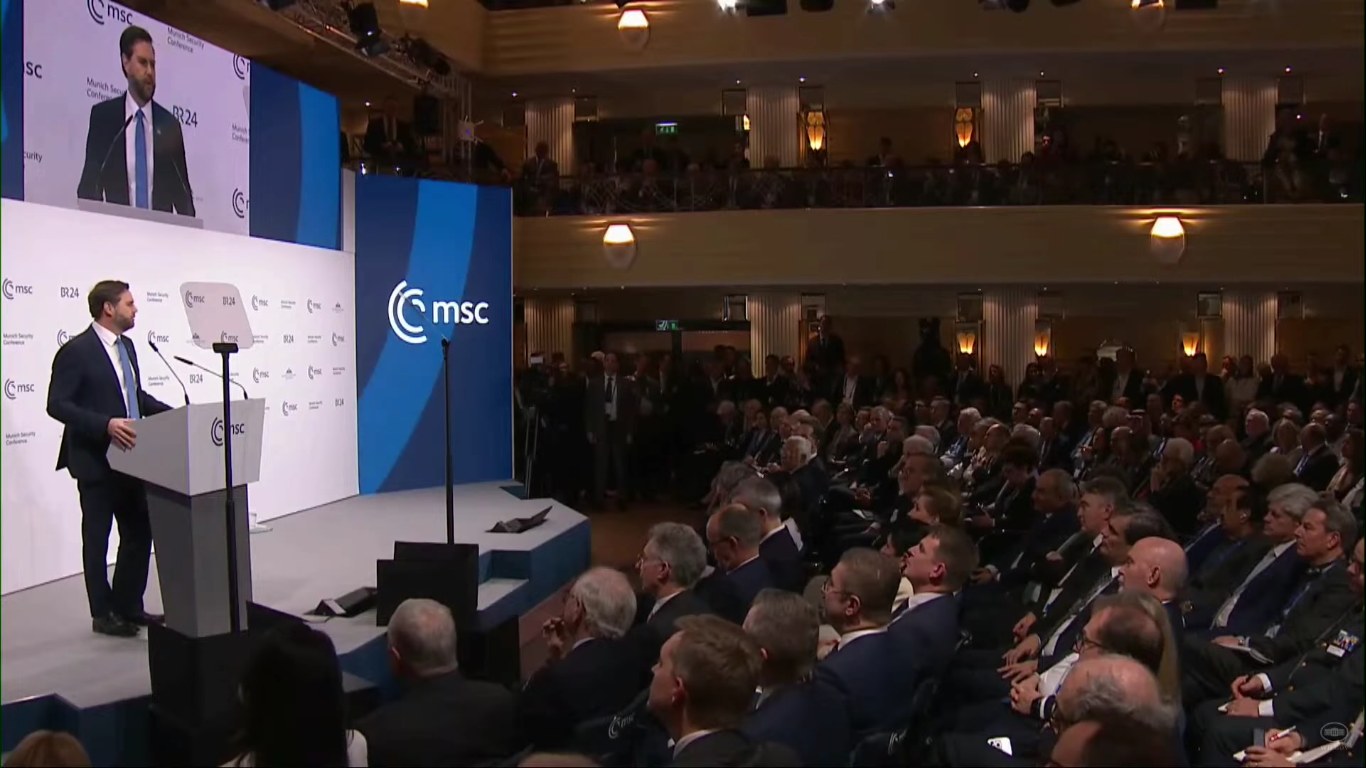
Phó Tổng thống Mỹ Vance đang phát biểu tại Hội nghị

Bài phát biểu của JD Vance tại Hội nghị An ninh Munich năm 2025 (2025 JD Vance speech at the Munich Security Conference)  là sự kiện Phó Tổng thống Hoa Kỳ JD.Vance đã có bài phát biểu vào ngày 14 tháng 2 năm 2025 tại Hội nghị An ninh Munich lần thứ 61. Trong bài phát biểu của mình, ông J.D Vance đã chỉ trích các nhà lãnh đạo Liên minh Châu Âu về những gì mà ông ta cho là sự thoái lui của nền dân chủ đối với quyền tự do ngôn luận và quyền dân chủ, qua đó đã gây ra tiếng vang lớn trên làng truyền thông thế giới. Một số cơ quan truyền thông coi bài phát biểu này cùng với cuộc điện đàm trước đó giữa Tổng thống Hoa Kỳ Donald Trump với Tổng thống Nga Vladimir Putin sẽ là bước ngoặt trong quan hệ Liên minh Châu Âu và Hoa Kỳ. Một số khác cho đó chính là lời tuyên bố về "cuộc chiến ý thức hệ" và "cuộc chiến văn hóa" chống lại các đồng minh châu Âu của Hoa Kỳ, và là "quả bóng phá hoại" đối với hiện tình của mối quan hệ xuyên Đại Tây Dương kéo dài hàng thập kỷ. Bài phát biểu này đã Vô hình trung đả kích nền chính trị châu Âu vốn thường cùng với Mỹ luôn tự cao, rêu rao dạy đời các nước đang phát triển ở châu Á, châu Phi, Nam Mỹ về giá trị dân chủ, phẩm giá nhân quyền, tự do ngôn luận. Bài phát biểu đề cập đến một số khía cạnh của mối quan hệ Liên minh châu Âu–Hoa Kỳ xuyên Đại Tây Dương, bao gồm chi tiêu quốc phòng và hợp tác an ninh. Trong khi khẳng định cam kết của chính quyền Trump đối với an ninh châu Âu, Phó Tổng thống Vance cũng liên tục nhấn mạnh nhu cầu tăng cường đóng góp quốc phòng của châu Âu. Ông Vance đặc biệt đề cập đến khả năng "giải quyết hợp lý" giữa các bên Ukraina và Nga. Ông Vance cũng chỉ trích lời lẽ của châu Âu khi định hình thái độ của phương Tây đối với Nga và Ukraina là biện minh cho việc "bảo vệ nền dân chủ" trái ngược với các dẫn chứng trước đó của ông về các cáo buộc vi phạm các nguyên tắc dân chủ ở châu Âu.

## Bối cảnh
Hội nghị An ninh Munich lần thứ 61 (MSC 2025) là cuộc họp thường niên của Hội nghị An ninh Munich, diễn ra từ ngày 14 tháng 2 đến ngày 16 tháng 2 năm 2025 tại Munich, Đức. Trong suốt hội nghị, một loạt các tuyên bố của Hoa Kỳ tại hội nghị đã gây ra tranh cãi và bất ổn trong số các chính trị gia châu Âu tham dự. Một ngày trước sự kiện, một vụ tấn công bằng xe hơi ở Munich đã làm 36 người bị thương. Hội nghị diễn ra chỉ hơn một tuần trước cuộc bầu cử liên bang Đức năm 2025. Bài phát biểu diễn ra tại Hội nghị An ninh Munich lần thứ 61, một hội nghị thường niên về chính sách an ninh quốc tế được tổ chức tại Munich, Đức. Ông JD Vance, người trước đó đã tham dự hội nghị với tư cách là Thượng nghị sĩ Hoa Kỳ, đã có bài phát biểu trong bối cảnh căng thẳng gia tăng về những thay đổi trong Quan hệ Hoa Kỳ-Châu Âu dưới thời chính quyền Trump thứ hai, và liên quan đến Cuộc xâm lược Ukraina của Nga, một cuộc khủng hoảng chính trị ở Romania và một cuộc khủng hoảng kinh tế ở Đức hiện nay. Kết cục chủ yếu của hội nghị bao gồm diễn biến làm suy yếu hơn nữa liên minh xuyên Đại Tây Dương. Sự thay đổi thái độ của Hoa Kỳ về cuộc chiến ở Ukraina và châu Âu nói chung, sự gia tăng áp lực của Hoa Kỳ lên châu Âu để tăng thêm chi tiêu quốc phòng, Hoa Kỳ kêu gọi châu Âu tăng thêm viện trợ quân sự cho Ukraina và bất đồng giữa Hoa Kỳ và châu Âu về nhiều chủ đề khác nhau như can thiệp bầu cử, thương mại, tự do ngôn luận và các giá trị dân chủ. Đã gần ba năm kể từ khi Nga xâm lược Ukraina. Donald Trump đã bắt đầu nhiệm kỳ tổng thống thứ hai của mình 25 ngày trước hội nghị.

## Luận điểm
Trong bài phát biểu của Phó Tổng thống Mỹ JD Vance năm 2025 tại Hội nghị An ninh Munich, ông Vance cho biết di cư bất hợp pháp là thách thức "cấp bách nhất" mà châu Âu phải đối mặt. Vance cũng cho biết các nhà lãnh đạo châu Âu cần phải làm nhiều hơn nữa để đóng góp cho quốc phòng Ukraina khi Hoa Kỳ tập trung nhiều hơn vào Trung Quốc. Ông Vance cũng tuyên bố rằng các quốc gia châu Âu đã không bảo vệ được quyền tự do ngôn luận và các giá trị dân chủ, chỉ trích biện pháp chống lại phe cực hữu ở Đức và quyết định hủy bỏ kết quả của cuộc bầu cử tổng thống Romania năm 2024 vì những cáo buộc về sự can thiệp của Nga vào chiến dịch tranh cử trong cuộc bầu cử tổng thống Romania năm 2024. Các phương tiện truyền thông đưa tin bài phát biểu tập trung vào khẳng định của Phó Tổng thống Vance rằng các mối đe dọa nội bộ mới là mối nguy hiểm lớn nhất đối với nền dân chủ châu Âu chứ không phải những thách thức bên ngoài từ Nga hay Trung Quốc. Ông cho biết vấn đề nhập cư hàng loạt mới là vấn đề quan trọng nhất của châu Âu, lưu ý đến mức kỷ lục của cư dân sinh ra ở nước ngoài tại Đức và sự gia tăng nhập cư vào EU từ các quốc gia ngoài EU do "quyết định có chủ đích" của các nhà lãnh đạo châu Âu. Ông Vance đã liên hệ vụ tấn công bằng xe hơi tại Munich năm 2025 của một người nhập cư Afghanistan tại Đức với những người biểu tình công đoàn tại Munich vào đêm trước hội nghị với vấn đề này và lập luận rằng cần phải phản ứng nhiều hơn với những lo ngại của công chúng về vấn đề nhập cư.
Trong bài phát biểu của mình, ông Vance cho biết rằng thể chế dân chủ của châu Âu và quyền tự do ngôn luận đã và đang bị phá hoại. Ông đặc biệt cáo buộc các chính trị gia châu Âu đã hủy bỏ các cuộc bầu cử, ám chỉ đến việc hủy bỏ vòng đầu tiên của cuộc bầu cử tổng thống Romania năm 2024, sau các báo cáo về các chiến dịch của Nga trên mạng internet và trên nền tảng TikTok nhằm quảng bá cho ứng cử viên độc lập chủ nghĩa dân tộc Romania là ông Călin Georgescu vốn là người đã về nhất trong cuộc bầu cử này. Ông Vance đã chỉ trích cách tiếp cận của các quan chức châu Âu đối với tính toàn vẹn của cuộc bầu cử, lập luận rằng các hệ thống dân chủ phải đủ mạnh để chống lại các nỗ lực gây ảnh hưởng từ bên ngoài. Ông Vance so sánh việc hủy bỏ kết quả bầu cử này với các hoạt động từ thời kỳ Liên Xô, và cho rằng "nếu nền dân chủ của bạn có thể bị hủy hoại chỉ bằng vài trăm nghìn đô la quảng cáo kỹ thuật số từ một quốc gia nước ngoài, thì ngay từ đầu nó đã không vững mạnh lắm". Ông cho biết tòa án Romania đã quyết định hủy bỏ cuộc bầu cử dưới áp lực từ "những nghi vấn mơ hồ của một cơ quan tình báo và áp lực rất lớn từ các nước láng giềng" liên quan đến Liên minh châu Âu. Ông đặc biệt lên án "những tuyên bố vô trách nhiệm" của cựu Ủy viên châu Âu Thierry Breton, nói rằng ông "tỏ ra ngạo nghễ khi chính phủ Romania vừa hủy bỏ toàn bộ cuộc bầu cử" khi đang lên sóng trên truyền hình. Ông Vance cáo buộc các nhà lãnh đạo châu Âu sử dụng "những từ ngữ xấu xí của thời Liên Xô như thông tin bịa đặt và thông tin sai lệch" để che giấu "những lợi ích cố hữu cũ kỹ" chống lại các quan điểm thay thế "có thể bày tỏ ý kiến khác, hoặc, Chúa cấm điều đó, bỏ phiếu theo cách khác, hoặc thậm chí tệ hơn, giành chiến thắng trong cuộc bầu cử này".
Phó Tổng thống Mỹ cũng lên án gay gắt Chính phủ Vương quốc Anh vì một đạo luật mang ý nghĩa "phản bội" giá trị tự do ngôn luận của chính họ, ông dẫn chứng về trường hợp của Adam Smith Connor đã bị bỏ tù vì vi phạm "khu vực tiếp cận an toàn" xung quanh một phòng khám phá thai ở Bournemouth. Ông cũng lên án việc Thụy Điển kết án một nhà hoạt động Cơ Đốc giáo vì đã làm  đốt Kinh Quran là hành vi truy tố về biểu đạt tôn giáo, cảnh sát đàn áp các bình luận chống nữ quyền ở Đức và các lá thư cảnh báo do Chính phủ Scotland gửi cho những người dân ở Scotland có nhà ở trong khu vực an toàn bị cáo buộc là cấm cầu nguyện riêng tư. Trong suốt bài phát biểu, ông Vance còn nhấn mạnh tầm quan trọng của tính chính đáng dân chủ và chủ quyền của người dân. Ông lập luận rằng các nhà lãnh đạo châu Âu nên chấp nhận thay vì sợ dư luận, ngay cả khi nó thách thức các vị trí đã được thiết lập. Bài phát biểu bao gồm những lời chỉ trích cụ thể đối với chính Hội nghị An ninh Munich vì đã loại trừ một số nhà lãnh đạo chính trị Chủ nghĩa dân túy ra khỏi sự tham gia của sự kiện này. Về chính trị trong nước Mỹ, Vance chỉ trích cựu Tổng thống Hoa Kỳ Joe Biden vì đã hợp tác với các tập đoàn mạng xã hội để kiểm duyệt "thông tin sai lệch", bao gồm cả tuyên bố của ông rằng COVID-19 có thể là thuyết rò rỉ từ phòng thí nghiệm COVID-19 ở Vũ Hán. Phó Tổng thống Vance đảm bảo rằng chính quyền Trump "sẽ làm chính xác điều ngược lại" với cáo buộc chính quyền Biden làm thinh trước những tiếng nói bất đồng chính kiến. Ông nói thêm rằng: "nếu nền dân chủ Mỹ có thể tồn tại sau 10 năm bị Greta Thunberg chỉ trích, thì các bạn có thể tồn tại sau vài tháng bị Elon Musk" khi ám chỉ đến cáo buộc can thiệp bầu cử chống lại Elon Musk vì ông này đã thúc đẩy phương án thay thế cho dành nước Đức (AfD).

## Phản ứng
Bộ trưởng quốc phòng Đức Boris Pistorius đã bác bỏ bài phát biểu của Phó Tổng thống Vance và nói thêm rằng theo những gì tôi đang hiểu theo đúng ý ông ấy thì ông ấy đang so sánh hoàn cảnh ở một số vùng của Châu Âu với tình cảnh ở các khu vực độc tài điều đó là không thể chấp nhận được. Bài phát biểu của ông Vance cũng bị nhiều người khác chỉ trích, trong số đó có Thủ tướng Olaf Scholz (Đảng Dân chủ Xã hội Đức), Natalia Pouzyreff (Cộng hòa tiến lên), Lãnh đạo phe đối lập và có khả năng là Thủ tướng tiếp theo Friedrich Merz (Liên minh Dân chủ Thiên chúa giáo Đức), Phó Thủ tướng Robert Habeck (Liên minh 90/Đảng Xanh) và Bộ trưởng Bộ Ngoại giao Annalena Baerbock (Liên minh 90/Đảng Xanh). Marie-Agnes Strack-Zimmermann (Đảng Dân chủ Tự do) gọi bài phát biểu của Vance là "tâm lý học quái đản" (bizarre intellectual). Các phản hồi rất khác nhau, nhưng bao gồm cả phát biểu của Thủ tướng Scholz rằng đó là lý do tại sao chúng tôi sẽ không chấp nhận những người bên ngoài can thiệp vào nền dân chủ, các cuộc bầu cử của chúng tôi và vào việc hình thành ý kiến dân chủ để ủng hộ và vì lợi ích của đảng này, điều đó là không phù hợp, đặc biệt là giữa những người bạn và đồng minh, và chúng tôi kiên quyết phản đối điều này. Mặt khác, Tổng thống Zelenskyy thì kêu gọi thành lập quân đội châu Âu. Một đội quân như vậy là điều kiện tiên quyết để châu Âu, nơi có dân số gấp đôi Hoa Kỳ, phát triển chiếc ô hạt nhân của riêng mình. Hiện nay, chiếc ô đó được Hoa Kỳ đóng góp cho NATO như một biện pháp răn đe hạt nhân với Bỉ, Đức, Ý, Hà Lan và Thổ Nhĩ Kỳ là những bên tham gia chia sẻ hạt nhân và Pháp và Anh duy trì vũ khí hạt nhân của riêng họ. Việc mất đi chiếc ô này sẽ tạo ra một khoảng cách đáng kể và có thể dẫn đến điều mà nó được tạo ra một phần để ngăn chặn: phổ biến vũ khí hạt nhân và sự nổi lên của châu Âu như bất cứ thứ gì trừ một đối tác không thể chia cắt mặc dù là đối tác cấp dưới của Hoa Kỳ.